# Етнографски музей (Варна)
Етнографският музей във Варна е сред няколкото специализирани музеи по етнография в България. Той се помещава във възрожденска къща, строена около 1860 г. В него е експонирано огромното разнообразие в културата и бита на хората от Варненския край от втората половина на XIX и началото на XX в. Експозицията е дело на арх. Камен Горанов, художник – доц. Асен Стойчев и етнографите Мария Николова и Георги Вълков.
В музея са изложени демонстрации на основните поминъци на българите от Варненско – земеделие, животновъдство, пчеларство, риболов, лозарство и занаяти, като бъчварство, медникарство, кожухарство и абаджийство (шивачи).
Интересен артефакт в изложбата е малък плуг „дьолмеджа“, който се е използвал за оран до началото на XX в. Жътвата при българите обикновено става посредством сърп и паламарка, като се вършее на харман и се използва диканя, юварлак, различни видове вили, лопати и мрежи за отвяване на житото, гребла, дърмони (сита). Показани са и съдове за съхраняване на зърното и такива за приготвяне на хляб – чит, кухел, нощови (дървено корито), лопати за хляб.
В изложението на музея са обособени кътове за два типични трудови обичаи, касаещи сеитбата и жътвата. Предметите, свързани с животновъдството – най-често овчарство, са съдове за обработка и съхраняване на млякото (ведра и буталки, чашки, лъжици, копанки). Показани са и принадлежности на овчаря – ямурлук (връхна горна дреха – тип „пелерина“), уля (кожена торба), гега (дълга пръчка с оформен край във вид на змия).
Застъпено е пчеларството – доста старо занятие на българите. До идването на модерните кошери се използват кухи дънери или конусовидни „тръвни“, изплетени от върбови или лозови пръчки и измазани със смес от глина, говежда тор и дървесна пепел. Върху тях се поставя качулка от слама, папрат, клонки от листа.
Риболовът е поминък с първостепенно стопанско значение за българите по Ченоморието. В експозицията са показани пособия, използвани за речен риболов и за ловене на риба в Черно море – сак (мрежена торба със заострено дъно), сляп кош, винтер (система от слепи кошове), различни видове мрежи, металически и стъклени шамандурки за поддържане мрежите на нивото на водата, игли за плетене на рибарски мрежи.
Лозарството е сред най-старите поминъци на българите. Изложени са сечива за обработка на лозите и различни по големина съдове – аполин, кадус. Виното се съхранява в по-големи или по-малки бъчви.
Могат да се видят експонати като менци, гюмове, кани, дрехи, вретена и хурки, чекръци.
На втория етаж на музея са показани народните носии, които дават представа за демографския облик на Варненския край. Облеклото на популацията от Варненско се различава със своето голямо разнообразие поради сложните миграционни процеси, станали в първите десетилетия на и в края на XIX в. – местно население и преселници от Тракия, Мала Азия и Македония.
Библиотеката на Етнографски музей разполага с над 1600 броя книги и албуми, както и с периодични списания: „Българска етнография“, „Български фолклор“, „Исторически преглед“, „Векове“, „Изкуство“, „Проблеми на културата“, чужди издания на руски, сръбски, полски, немски език.